# São Pedro de Solis
 São Pedro de Solis ist ein Ort und eine Gemeinde (freguesia) im Baixo Alentejo in Portugal im Bezirk von Mértola, mit einer Fläche von 64,0 km² und 229 Einwohnern (Stand 30. Juni 2011). Dies entspricht einer Bevölkerungsdichte von 3,6 Einw./km².